# O Rapto de uma Atriz
O Rapto de uma Actriz  (1907) é um filme mudo português, provavelmente uma média-metragem, dirigido por Lino Ferreira, o primeiro conhecido em Portugal no género da ficção. É um sketch integrado na revista Ó da Guarda, que esteve em cena no Teatro Príncipe Real, em Lisboa, comandado pelo empresário Luís Ruas.
Estreou em Lisboa no Teatro Príncipe Real a 3 de setembro de 1907.
Atualmente o filme encontra-se desaparecido.

## Sinopse
No final do primeiro acto da revista, um actor surge em cena para anunciar que a actriz principal tinha sido raptada e que por isso o espectáculo teria de ser interrompido. A polícia estaria em via de resolver o problema e pedia ao público para esperar. Passados instantes apagam-se as luzes da sala, desce um grande pano branco no palco e surgem nele imagens animadas. Vê-se os protagonistas saindo do teatro. Apanham um trem e seguem para o Campo Grande, seguidos por um polícia chamado Savalidade que, no cumprimento do seu dever, faz coisas inauditas. Os protagonistas são apanhados e trazidos de volta ao teatro.
Sobe o pano e os artistas entram de novo em cena.

## Elenco
- Lucinda do Carmo... Casal Fugitivo
- Carlos Leal... Casal Fugitivo
- Nascimento Fernandes... Policia Salalidade
- Thomas Vieira
- Acacio Antunes
- Lino Ferreira
- Castelo Branco

## Citações
Luís Ruas:
- «Recordo-me de que trepava a um poste dos telefones, a procurar descobrir os fugitivos, que davam saltos e trambolhões.».

A. J. Ferreira:
- «Lucinda do Carmo era a estrela à data das filmagens. Mas, na semana anterior à estreia da fita, foi substituída por Maria da Luz Veloso, Assim, a actriz presente no palco não correspondia à raptada na tela.»

Jornais O Século e Diário de Notícias:
- «A filmagem foi tirada ao natural em apenas cinco horas, incluindo – como figuração – cerca de cento e vinte pessoas».

(Fonte: O Cais do Olhar de José de Matos-Cruz (pág. 13) Edição da Cinemateca Portuguesa, 1999, Lisboa).